# Nossa Senhora Aparecida (Manaus)
O Aparecida é um bairro de Manaus, capital do estado brasileiro do Amazonas. Situa-se na zona sul da cidade. É um dos bairros mais antigos da cidade, tendo surgido ainda no século XVII, além de possuir o IPTU mais caro da Zona Sul. 
Possui uma área de 66,85 quilômetros quadrados e uma população de 6 996 habitantes.

## História
O período da fase áurea da borracha contribuiu para o surgimento do bairro, que se confunde com a própria história da cidade de Manaus, Nossa Senhora Aparecida. Localizado na área central da cidade, o tradicional bairro de formação religiosa ostenta, hoje, o progresso do ciclo da borracha mas também da Zona Franca de Manaus (ZFM). Diferente do passado, hoje, no bairro Aparecida, são poucas as distribuidoras que permanecem na ativa, já não existem mais as conhecidas serrarias. Já o comércio varejista, com estivas e miudezas em geral, atua com grande veracidade, sobrevivendo ao advento da industrialização e expansão do comércio por toda Manaus.

### Um bairro de muitos nomes
O bairro Aparecida mudou de nome várias vezes ao decorrer dos tempos, esses nomes marcam períodos vividos no bairro, atribuições urbanas ou paisagísticas ou com o fim de homenagear ou se remeter a algo ou alguém.
Assim, o bairro chamou-se Cornetas, Cajazeiras, Saco do Alferes, Vista Alegre, Rafael, Plano Inclinado, Operários, bairro dos Tócos, até passar a ser bairro Nossa Senhora Aparecida em 7 de maio de 1946, dentre outros.

### Cultura, Personalidades e Curiosidades
No Bairro uma das famílias mais proeminentes: a família Miranda Corrêa foi a que doou o terreno para a Instalação da antiga capela hoje o Santuário de Nossa Senhora Aparecida, a referida além de outros empreendimentos também era proprietária da fábrica de "Gelo Crystal", fundada em 1903 e a Cervejaria Amazonense XPTO, inaugurada em 1910, o prédio inclusive é o primeiro da cidade se não do Brasil a possuir elevador elétrico, ambas sediadas no bairro.
Outro importante prédio conhecido pelos populares como: Casa dos Padres, atualmente Universidade Federal do Amazonas de Ciências da Saúde e Farmácia, permeia a história do bairro, o prédio permanece conservado, revelando a importância das missões religiosas na Amazônia dado a necessidade de aquisição de um prédio que pra época teve um alto custo e serviu a Ordem Eclesiástica dos Redentoristas, importantíssima no contexto sócio-cultural do bairro, por isso podemos afirmar que a religiosidade envolve a fundação do bairro.
Os padres Redentoristas chegaram a Manaus no dia 22 de julho de 1943, época da Segunda Grande Guerra, segundo os antigos moradores até chegou-se a cogitar que eles eram espiões da guerra, dado o período conturbado que o mundo vivia. A Igreja mantinha vários serviços dentre eles o coro da Igreja que era formado pelas moças do bairro e era regido pelo Pe. Norman Muckermann, a princípio, a igreja funcionou em duas salas num chalé que pertencia a família Miranda Corrêa, depois apoiado pelos fiéis deram início à construção da Igreja de Nossa Senhora Aparecida, inaugurada em 1946.
Havia um complexo de casas, do lado esquerdo na Rua Xavier de Mendonça, conhecida pelos antigos moradores como “As Treze Casas”, trata-se de um conjunto de casas todas iguais que pertenciam a Marinha Mercante antes de serem vendidas a particulares.
Importante mencionar a criação do primeiro corpo de bombeiros da cidade "Os Bombeiros Voluntários" que exerceram papel ímpar na cidade até sua trágica extinção. Também mencionar a existência das serrarias que eram comuns no bairro.
Tradicionalmente era popular entre as famílias antigas as quermesses, as festas juninas, o hábito de sentar "à tardinha" na porta de casa para conversar, o Boi, até surgir a Escola de Samba Aparecida de fronte ao Vista del Rio.
Roberto Bessa em seu livro menciona que do bairro saiu vários nomes que ao longo da história da cidade e do Estado tiveram papel importante, a quem chamamos de célebres do bairro (Mário Ypiranga Monteiro - escritor/historiador, Moacir Andrade - escritor, João Bosco Ramos de Lima - deputado/senador, João Zany dos Reis - vereador/prefeito, Jefferson Péres - senador, Omar Aziz - governador/senador, Amazonino Mendes - governador/prefeito, Carlos Zamith - jornalista/radialista, Gilberto Mestrinho - prefeito/governador, Paulo dos Anjos Feitoza - desembargador, Sady Paiva - desembargador, Sadoc Pereira - desembargador, Jumbo Miranda Filho - empresário, Estevam Santos - cantor e compositor, dentre outros)

### Santuário de Nossa Senhora Aparecida
A história do Santuário de Nossa Senhora Aparecida começa no dia 22 de julho de 1943, quando os padres André Joerger e João McCormick que faziam parte chegaram na capital amazonense. Os dois padres faziam parte da Congregação do Santíssimo Redentor, em Saint Louis, no estado do Missouri, Estado Unidos da América.
Logo depois deles, chegaram os padres José Maria Buhler, José Elworthy e Jaime Martin, além do irmão Cornélio. A hospedagem foi feita pelos freis capuchinhos, da Igreja de São Sebastião.
Os redentoristas iniciaram suas atividades com a realização de um tríduo – três dias seguidos de orações, geralmente, às vésperas de uma data importante à devoção católica –, ocorrido entre 5 e 7 de setembro de 1943, na então capela de São Vicente de Paulo, na rua Ramos Ferreira. Àquela época, a festa da padroeira ocorria junto com o Dia da Independência do Brasil.

### O Clube de mães mais Antigo de Manaus
Em 8 de setembro, dia do aniversário de Nossa Senhora, os religiosos passaram a então ocupar residência própria, situada na rua Comendador Alexandre Amorim, n. 325, terreno doado por Agesilau Araújo. Nessa área funciona, atualmente, um clube de mães, o mais antigo de Manaus.
Enquanto não existia um templo adequado, os redentoristas celebravam as missas dominicais em espaços improvisados, como no Grupo Escolar Cônego Azevedo ou em uma casa particular, localizada na rua Leonardo Malcher, próximo à Luiz Antony.
A Paróquia de Nossa Senhora Aparecida foi instituída oficialmente em 30 de janeiro de 1944 e seu primeiro vigário foi o padre André Joerger.
Com a criação da então Freguesia, tratou-se de preparar a capela, a qual foi instalada em uma das dependências da casa paroquial.
Em 1945, a casa paroquial foi ampliada sendo construída uma sala que serviria para as reuniões das associações ligadas à Igreja e para as aulas de catecismo, entre outras atividades.

### Ruas do Bairro
Cada uma das ruas de Aparecida leva o nome de um personagem. São pessoas que, ao longo de décadas ou séculos, foram deixando um enorme legado para a região, e são lembrados até hoje pelos mais velhos.
- Rua Alexandre Amorim - Inicia na ponte Fábio Lucena, estendendo-se até a rua Luiz Antony. Alexandre de Paula Amorim, nascido em Arcos de Valdevez - Portugal em 15 de outubro de 1832, estabeleceu-se em Manaus como comerciante, criando a firma Amorim & Cia. Foi cônsul de Portugal durante vinte anos, vindo a falecer em 20 de junho de 1881.
- Rua Dr. Aprígio - Começa no igarapé de São Vicente e termina na rua Alexandre Amorim. Dr. Aprígio Martins de Menezes, médico, nascido em 1844 na Bahia e falecido em Manaus em 1891. Além de médico era poeta e historiador, chegando ao posto de vereador de Manaus.
- Rua Carolina das Neves - Inicia na Rua Xavier de Mendonça e termina na rua Bandeira Branca. O nome da rua está relacionada a uma antiga moradora portuguesa, enfermeira de ofício e latifundiária, proprietária de vários terrenos naquela área, tendo aqui chegado por volta de 1906, permanecendo um pouco mais de uma década. Era artéria, ficou conhecida por um tempo como beco do Pau-não-cessa.
- Rua Bandeira Branca - Começa no igarapé de São Vicente e termina na rua Alexandre Amorim. O nome está associado a um antigo morador português, dono de uma taberna, que tinha por hábito, colocar uma bandeira branca à porta do estabelecimento, dando dessa forma origem ao nome. Ficou conhecida até os dias de hoje. No passado, recebeu o nome de Praça 1º de maio, que acabou não caindo no gosto popular.
- Beco da Escola - Começa na rua Xavier de Mendonça, passando por trás do Colégio Cônego Azevedo, saindo por um estreito beco novamente na Xavier de Mendonça. Este beco teve ainda outros nomes como: Tapa-Guela, beco do Rego da Maria Pia e beco Pai-da-Vida.
- Beco da Indústria - Começa na rua Wilkens de Mattos, terminando na rua Xavier de Mendonça. Antes de ter esse nome, era conhecido como beco Chora-Vintém. O nome está associado às pequenas e artesanais fabriquetas ali instaladas, como: Curtição de couro, fábrica de cachaça e outras. O seu nome atual é J. G. de Araújo Jorge, porém a tradição o tem mantido como beco da Indústria.[14]
- Rua Xavier de Mendonça - Inicia na escadaria do igarapé de São Vicente e termina na rua Alexandre Amorim. Antes, recebera o nome de rua das Cajazeiras, em decorrência da grande quantidade destas árvores na área, e depois rua dos Tocos. Francisco Xavier de Mendonça Furtado nasceu em 1700 em Portugal. Era irmão do Marquês de Pombal. Veio ao Amazonas participar da fundação da Capitania de São José do Rio Negro, aqui permanecendo por algum tempo, retornando depois à terra natal.
- Rua Wilkens de Mattos - Começa no igarapé de São Vicente onde está localizado o antigo estaleiro e termina na serraria Matias. João Wilkens de Mattos nasceu em Belém do Pará em 1822 e faleceu no Rio de Janeiro em 1884. Foi nomeado presidente da Província do Amazonas em outubro de 1868. Foi vereador, diretor-geral dos índios e tenente-coronel. No final do seu mandato, foi nomeado cônsul em Loretto.
- Rua Gustavo Sampaio - Inicia na rua Xavier de Mendonça e acaba na rua Bandeira Branca. Esta rua serve de escoamento para a entrada nas outras ruas da Aparecida, sendo uma das tradicionais artérias do bairro.
- Rua das Flores - Tem seu começo na Bandeira Branca e termina no igarapé de São Vicente. provavelmente o nome surgiu, segundo relatos de antigos moradores, com o cultivo de flores por um velho comunitário que ali residia, que abastecia o mercado do bairro. Após a sua morte, em homenagem deram o nome à rua.

### Atualidade
No bairro Aparecida, os moradores dispõem, ainda, do Hospital São Lucas - HAPVIDA, Clínicas Pró-Saúde, Centro de Convivência do Idoso, Fórum dos Juizados Especiais - Des. Mário Verçosa, SINTRAM (Sindicato dos Trabalhadores Municipais de Manaus), casa lotérica, consultórios odontológicos, oftalmológicos, a 3ª Unidade de energia elétrica da Amazonas Energia e uma unidade da Águas de Manaus.
Por não ser um bairro do subúrbio, Aparecida possui bons índices sociais comparados aos demais bairros da capital do Amazonas. Seu maior problema assim como o de toda a capital amazonense é em relação a poluição de seus igarapés e lagoas. Localiza-se ao lado do Centro da cidade.
A padroeira do bairro é Nossa Senhora Aparecida e o bairro possui uma escola de samba chamada Mocidade Independente de Aparecida.
Situa-se no bairro, a Sede Estadual da Igreja Pentecostal Deus É Amor, uma denominação evangélica pentecostal internacional, presente em 88 países.

### Dados do bairro
- População: 8.270 habitantes.